# Piotr Fedorczyk

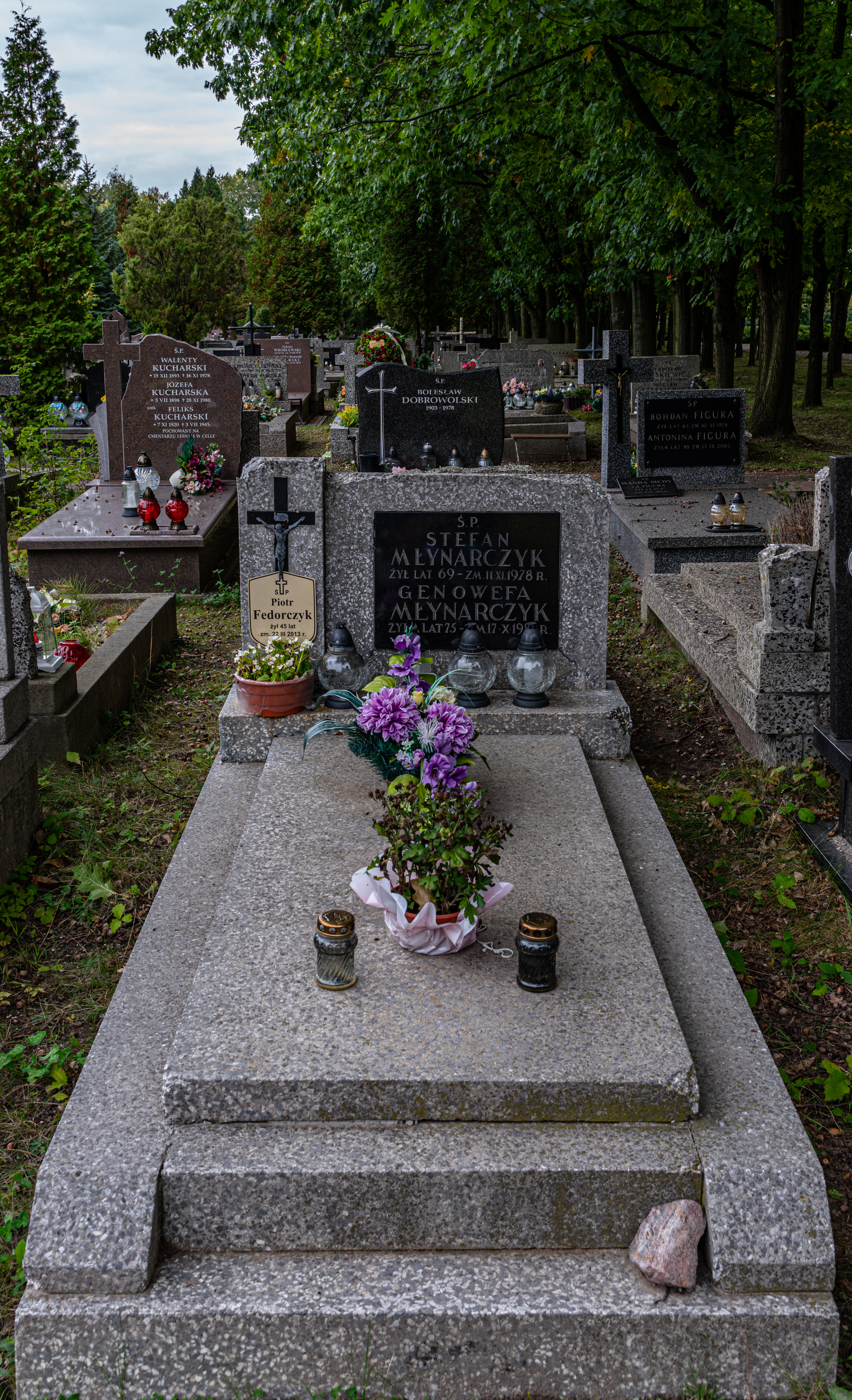
Grób Piotra Fedorczyka na cmentarzu komunalnym Północnym w Warszawie

Piotr Fedorczyk (ur. 26 maja 1967 w Warszawie, zm. 22 marca 2013 tamże) – polski poeta i dziennikarz.

## Życiorys
Dziennikarz związany z Super Expressem w latach 1992-1995, następnie ze Sztandarem Młodych 1995-1996 i Agencją Fotograficzną Polskiej Agencji Prasowej. Jego wiersze publikowane były w antologiach: „Ławka rezerwowych”, „Próba atmosfery”, „Bazar 6” i „Miasto nowego millenium”. W 1992 roku w warszawskim klubie „Stodoła” wystawił spektakl „...jak Ziemia z ziarnem” i wydał tak samo zatytułowany arkusz poetycki. Wiersze prezentowane były przez rozgłośnie radiowe Pr 1, PR i Pr 4 Polskiego Radia oraz w Radiu dla Ciebie, Radiu Kolor, Radio Aktywne.pl i w Literackim wolnym eterze.
Zmarł 22 marca 2013 w wieku 45 lat i został pochowany na cmentarzu Północnym w Warszawie.

## Poezja
- Opowieść bez początku i końca (Nowy Świat, Warszawa 1997)
- Opowieść bez początku i końca - ebook (PoeciPolscy.pl/RTC Agencja Wydawnicza, Warszawa 2011)
- Tramwaje na pustyni (Fundacja Duży Format, Warszawa 2014)[4]